# Hofstetten (Baden)
Hofstetten ist eine Gemeinde in Baden-Württemberg und gehört zum Ortenaukreis.

## Geografie

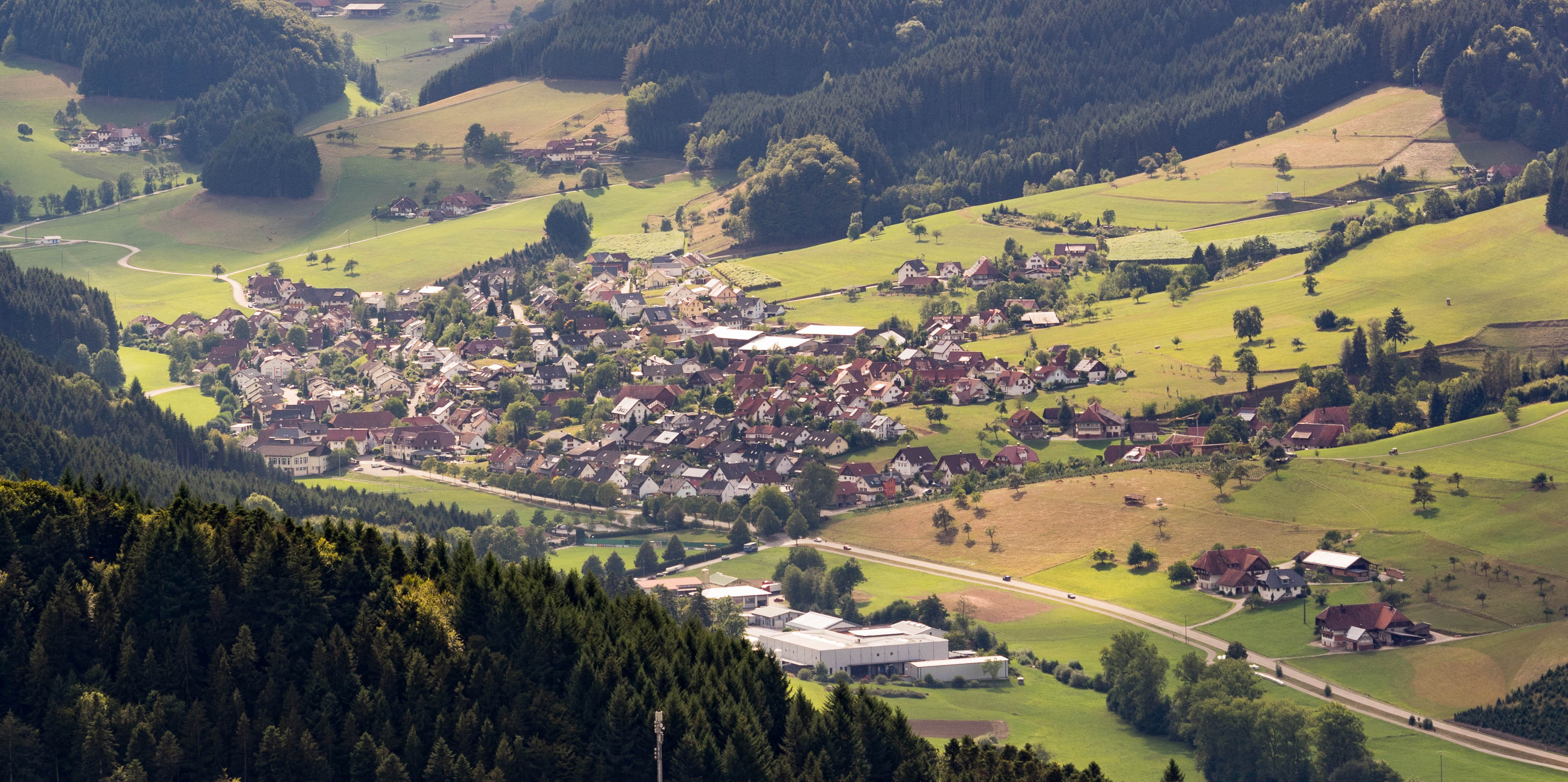
Hofstetten aus Sicht vom Urenkopf

### Geografische Lage
Der staatlich anerkannte Erholungsort Hofstetten liegt im Mittleren Schwarzwald zwischen 250 und 726 Meter Höhe in einem Seitental des Kinzigtals in ruhiger Lage etwas abseits der Bundesstraße 33. Knapp zwei Drittel der Gemeindefläche sind bewaldet.

### Nachbargemeinden
Die Gemeinde grenzt im Norden an die Stadt Haslach im Kinzigtal, im Osten an Mühlenbach, im Süden an die Stadt Elzach und an Biederbach (beide im Landkreis Emmendingen) sowie im Westen an Schuttertal und Steinach.

### Gemeindegliederung
Zur Gemeinde Hofstetten gehören das Dorf Hofstetten, der Weiler Mittelweiler, die Zinken Salmensbach und Ullerst, die Höfe Altersbach, Breitebene, Mattenmühle, Schneiben(Schneit)hof, Tochtermannsberg und die Wohnplätze Am weißen Brunnen, Biereck, Halden, Ho(c)hmunde und Lachen.

## Geschichte
Hofstetten wurde erstmals 1353 urkundlich erwähnt. Es unterstand damals den Grafen von Fürstenberg. Dort gehörte es seit dem 16. Jahrhundert zum Obervogteiamt Haslach. 1806 fiel der Ort an das Großherzogtum Baden, wo es zunächst weiter zum nun Bezirksamt Haslach genannten Amt gehörte. Bei dessen Auflösung 1857 kam Hofstetten an das Bezirksamt Wolfach, das 1939 zum Landkreis Wolfach umfirmierte.
Im Mittelalter waren die Herrschaftsrechte – mit Ausnahme der Breitebene, die zur Markgrafschaft Baden-Hachberg und bis 1868 zu Freiamt gehörte – mit der Heidburg verknüpft.
1933 erreichte die NSDAP bei den Wahlen mit 15,6 Prozent das schlechteste Ergebnis in Mittelbaden, wohingegen die katholische Zentrumspartei 80,4 Prozent der Wahlstimmen erhielt. Später schickte der NS-Kreisleiter bewaffnete SS-Männer in den Ort, um die Zentrumsgemeinderäte verhaften zu lassen, da sie sich weigerten zurückzutreten, woraufhin diese sich im Wald versteckten. Seit 1973 gehört der Ort zum neugebildeten Ortenaukreis.

## Demographie
Einwohnerzahlen nach dem jeweiligen Gebietsstand.
| Jahr | Einwohnerzahl |
| ---- | ------------- |
| 1834 | 904           |
| 1885 | 767           |
| 1939 | 701           |
| 1961 | 767           |
| 1970 | 902           |
| 2011 | 1.695         |
| 2022 | 1.798         |

## Politik

### Verwaltungsgemeinschaft
Die Gemeinde ist Mitglied der Vereinbarten Verwaltungsgemeinschaft der Stadt Haslach im Kinzigtal.

### Gemeinderat
Der Gemeinderat in Hofstetten hat zehn Mitglieder. Er besteht aus den gewählten ehrenamtlichen Gemeinderäten und dem Bürgermeister als Vorsitzendem. Der Bürgermeister ist im Gemeinderat stimmberechtigt. Die Kommunalwahl am 9. Juni 2024 führte zu folgendem Ergebnis:
| Parteien und Wählergemeinschaften | Parteien und Wählergemeinschaften           | % 2024 | Sitze 2024 | % 2019 | Sitze 2019 | Kommunalwahl 2024 %6050403020100 51,6 %48,4 % CDUFWGewinne/Verlusteim Vergleich zu 2019 %p 6 4 2 0 −2 −4 −6−4,8 %p+4,8 %pCDUFW |
| CDU                               | Christlich Demokratische Union Deutschlands | 51,6   | 5          | 56,4   | 6          | Kommunalwahl 2024 %6050403020100 51,6 %48,4 % CDUFWGewinne/Verlusteim Vergleich zu 2019 %p 6 4 2 0 −2 −4 −6−4,8 %p+4,8 %pCDUFW |
| FWG                               | Freie Wählergemeinschaft                    | 48,4   | 5          | 43,6   | 4          | Kommunalwahl 2024 %6050403020100 51,6 %48,4 % CDUFWGewinne/Verlusteim Vergleich zu 2019 %p 6 4 2 0 −2 −4 −6−4,8 %p+4,8 %pCDUFW |
| gesamt                            | gesamt                                      | 100,0  | 10         | 100,0  | 10         | Kommunalwahl 2024 %6050403020100 51,6 %48,4 % CDUFWGewinne/Verlusteim Vergleich zu 2019 %p 6 4 2 0 −2 −4 −6−4,8 %p+4,8 %pCDUFW |
| Wahlbeteiligung                   | Wahlbeteiligung                             | 80,6 % | 80,6 %     | 78,4 % | 78,4 %     | Kommunalwahl 2024 %6050403020100 51,6 %48,4 % CDUFWGewinne/Verlusteim Vergleich zu 2019 %p 6 4 2 0 −2 −4 −6−4,8 %p+4,8 %pCDUFW |

### Bürgermeister
Henry Heller war ab Juli 1994 Bürgermeister von Hofstetten; er wurde 2002 und 2010 im Amt bestätigt. Am 22. April 2018 wurde Martin Aßmuth zum neuen Bürgermeister gewählt und trat sein Amt im Juli 2018 an.

### Wappen
Blasonierung: „In Blau auf grünem Schildfuß eine silberne Kirche in Seitenansicht mit hinten angesetztem Turm mit Achtkantaufsatz.“
Die Kirche im heutigen Wappenschild zeigt die im Weinbrenner-Stil 1835 vollendete St.-Erhard-Pfarrkuratiekirche (s. u.). Bereits 1685 zeigt ein Siegelbild in einem von einem Wolkenschnitt umgebenen Rundschild eine Kirche mit hinten an der Längsseite angefügtem Turm, ein weiteres Siegelbild von 1715 in ähnlich umrahmtem Barockschild ein Haus mit einem an der rechten Ecke vorspringenden Mauerwerk. Der umlaufende Wolkenschnitt erinnert an die ehemalige Zugehörigkeit zu den fürstenbergischen Landen bis 1806. Seit Mitte des 19. Jahrhunderts zeigt das Siegel der Gemeinde die 1835 vollendete St.-Erhard-Kirche mit dem Turm hinten auf einem Grasboden. 1906 wurde das Bild in einen Schild gestellt und in jüngerer Zeit präzisiert.

## Kultur und Sehenswürdigkeiten

### Bauwerke

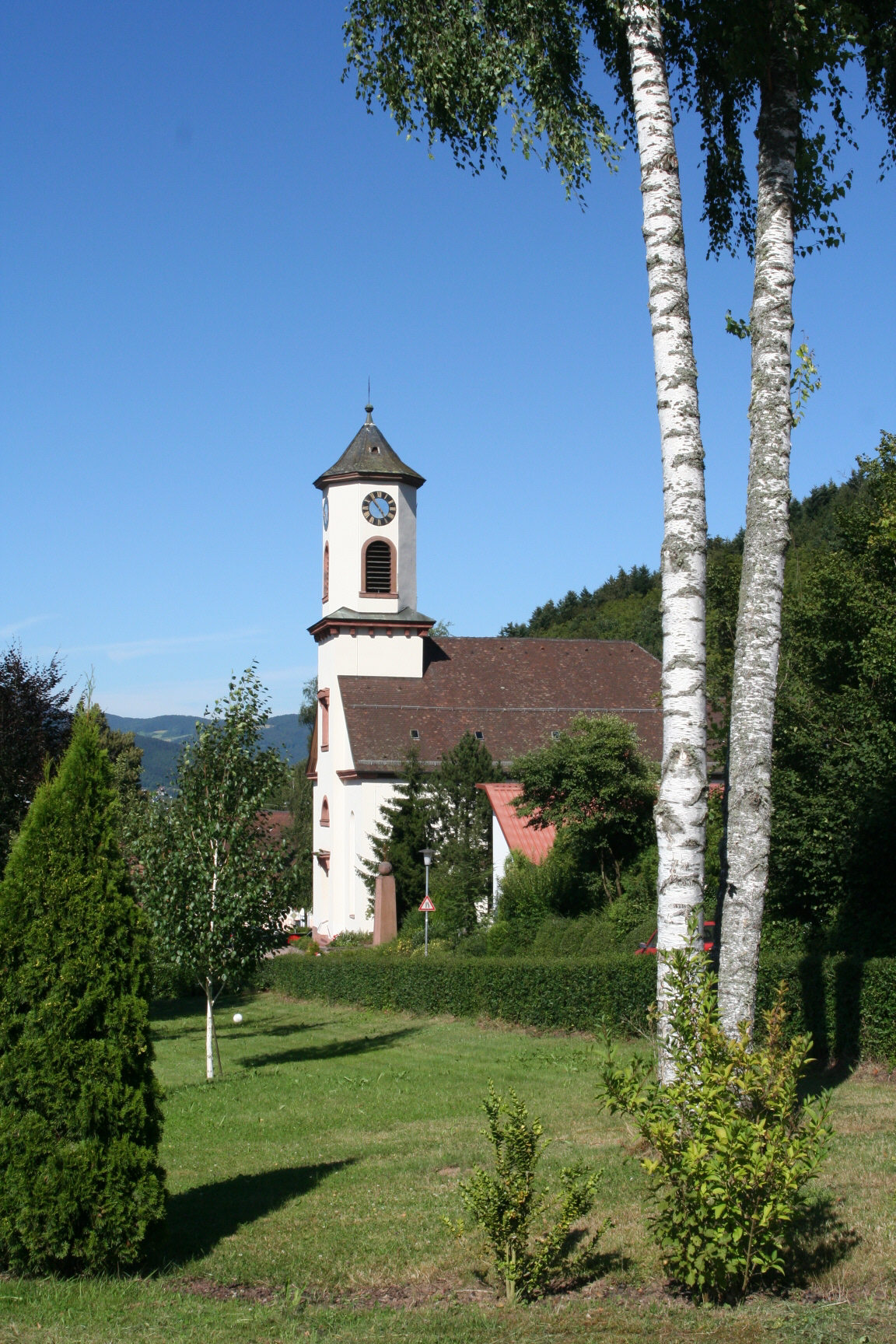
Katholische Kirche in Hofstetten

- St. Erhard: Katholische Pfarrkuratiekirche im Weinbrenner-Stil, erbaut 1833–1835 von Baurat Hans Voß mit seltenem achteckigen Glockenturmoberteil (Aufsatz) und Turmhelm auf quadratischem Unterbau, bei badischen klassizistischen Kirchen nur noch in St. Johannes Baptist in Oppenau (erbaut von Friedrich Weinbrenners Neffen Johann Ludwig Weinbrenner) zu finden. Der quadratische Glockenturm durchschneidet symmetrisch die Vorderseite des Langhauses und trägt den Haupteingang. Diese Kirche ist seit Mitte des 19. Jahrhunderts im Ortswappen abgebildet.
- Hansjakobkapelle: Grablege des Pfarrers, Schriftstellers und Politikers Heinrich Hansjakob.
- Gasthof zu den „Drei Schneeballen“ von 1493.[10]

### Naturdenkmäler
Siehe: Liste der Naturdenkmale in Hofstetten (Baden)

### Sport
Der Sportclub Hofstetten e. V. verfügt einzig über eine Fußballabteilung. Die erste Herrenmannschaft gehörte zwei Spielzeiten (2010/11, 2017/18) der Verbandsliga Südbaden, der höchsten Spielklasse des Südbadischen Fußballverbands, an.

### Religionen
Da die Reformation an Hofstetten vorbeiging, ist der Ort auch heute noch vorwiegend römisch-katholisch geprägt. Seit der Dekanatsreform am 1. Januar 2008 gehört Hofstetten und die St. Erhard-Kirche zum Dekanat Offenburg-Kinzigtal und gehört zudem zur Seelsorgeeinheit Haslach.

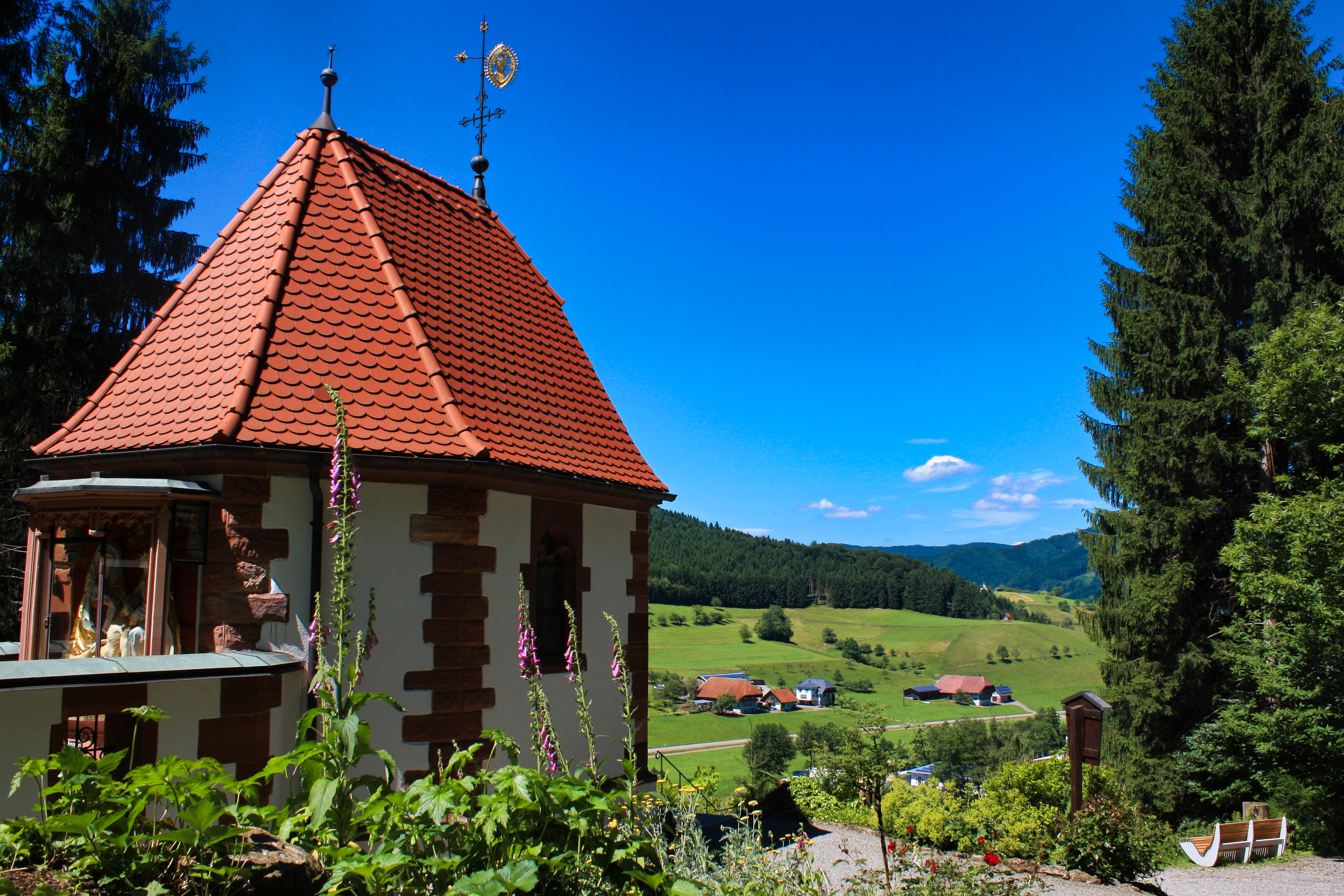
Hansjakobkapelle oberhalb von Haslach und Hofstetten

## Wirtschaft und Infrastruktur
Die Haupterwerbsquellen sind die Landwirtschaft und der Tourismus. Es gibt in der kleinen Gemeinde noch etwa 20 landwirtschaftliche Haupterwerbsbetriebe und doppelt so viele Nebenerwerbsbetriebe.

## Bildung
In Hofstetten gibt es eine Grund- und Hauptschule. Alle weiterführenden Schulen befinden sich in den nahen Städten Haslach und Hausach.

## Persönlichkeiten
Söhne und Töchter der Gemeinde:
- Albert Neumaier (1912–1983), Pfarrer und Widerstandskämpfer gegen den Nationalsozialismus
- Lars Kehl (* 2002), Fußballspieler

Weitere Persönlichkeiten, die mit der Gemeinde in Verbindung stehen:
- Hans Voß (1783–1849), Architekt und badischer Baubeamter; Erbauer der katholischen Kirche St. Erhard (1833–35)